# مات ويلهلم
مات ويلهلم (بالإنجليزية: Matt Wilhelm)‏ هو لاعب كرة قدم أمريكية أمريكي، ولد في 2 فبراير 1981 في أوبرلين في الولايات المتحدة.

## وصلات خارجية
- مات ويلهلم على موقع مرجع كرة القدم المحترفة.كوم (الإنجليزية)